# Против природы?
Против природы? (англ. Against Nature?) — выставка, посвященная гомосексуальности у животных, которая проводилась с 12 октября 2006 года по август 2007 года в музее истории природы университета Осло в Норвегии. Эта выставка явилась первой в своем роде и рассказывала о проявлении гомосексуальности в животном мире, о её формах и роли в жизни животных.
На выставке были представлены чучела животных, о которых известно, что среди них встречается гомосексуальность, фотографии, на которых показаны гомосексуальные акты у животных — например, у китов и жирафов. Согласно заявлениям музея, одной из основных целей выставки было опровержение широко распространенного аргумента, состоящего в том, что гомосексуальность — это отклонение от природного поведения.
Выставка поддерживалась подразделением правительства Норвегии, ответственным за музеи, библиотеки и архивы. Эта поддержка предоставлялась в рамках программы «Прорыв», которая поощряет музеи и библиотеки проводить исследования и выставки на темы, которые вызывают полемику или считаются запрещёнными.
В целом выставка была доброжелательно принята посетителями музея, хотя существовали и враждебно настроенные группы людей, считавшие её пропагандой гомосексуализма.
Петтер Бокман, зоолог, который помог организовать выставку, признал, что «есть политический мотив». В музее рассказали, что одна из целей выставки это «помочь разрушить мистификации о гомосексуальности среди людей… мы надеемся опровергнуть известный аргумент о том, что гомосексуальное поведение является преступлением против природы».